# 米出インターチェンジ
米出インターチェンジ（こめだしインターチェンジ）は、石川県羽咋郡宝達志水町米出にあるのと里山海道のインターチェンジである。

## 歴史
- 1975年（昭和50年）
  - 8月 - 押水町（現在の宝達志水町）がインターチェンジ増設を石川県に請願[2]。
  - 12月 - 工事着手[2]。
- 1976年（昭和51年）4月1日 - 能登海浜道路の高松IC - 今浜IC間にインターチェンジを新設、供用開始[1]。当初は金沢方面のハーフICとして供用開始[2]。
- 1982年（昭和57年）9月13日 - 路線名を「能登有料道路」に変更[3][4]、同道路のインターチェンジとなる。
- 1994年（平成6年）8月11日 - 当ICを含む白尾IC - 柳田IC間の4車線化に伴い[4]、穴水方面の出入口を増設しフルIC化[2][4]。
- 2013年（平成25年）3月31日 - 能登有料道路が無料化されたことに伴い、のと里山海道のインターチェンジとなる[4]。

## 道路
- E86 のと里山海道

## 接続道路
- 宝達志水町道

## 米出料金所
- 金沢方面の入口および出口にのみ設置されていた。穴水方面の入口および出口には設置されていないが、隣の今浜料金所で精算する。
- ETCやクレジットカードでは精算できない。
- 金沢方面→穴水方面（高松IC起算）
  - 普通車 - 100円、大型車I - 110円、大型車II - 280円、軽自動車等 - 50円

### 入口（金沢方面）
- レーン数:1
  - 一般:1

### 出口（金沢方面）
- レーン数:1
  - 一般:1

## 周辺
- 喜多家 （国指定文化財）
- 能登カントリークラブ
- 宝達志水町立宝達中学校

## 隣
E86 のと里山海道
県立看護大IC - 高松SA - 米出IC - 今浜IC